# Conquest Advisory
Pour les articles homonymes, voir Conquest.
Conquest Advisory LLP, est une banque d'affaires et une société de services dans la gestion d'actifs indépendante, créée en 2010 par un groupe d'investisseurs privés, et détenue par ses dirigeants. Le siège social de son activité de Banque-Conseil est enregistré à Londres, Royaume-Uni, et elle gère des opérations en Asie-Pacifique, en Europe et en Amérique Latine. Le siège de ses activités de services dans la gestion d'actifs est etabli au Luxembourg depuis 2010.
L'activité banque-conseil est généraliste et la société conseille ses clients - principalement des groupes industriels et sociétés de services, des sociétés de private equity et des investisseurs institutionnels - sur des operations de fusions-acquisitions, de cessions, de financements, de levées de capitaux, et de placements privés. Elle ne semble pas se concentrer spécifiquement sur un secteur, mais plutôt sur des situations spécifiques d'investissement ou de transaction. Bien qu'elle ne communique que très peu, elle semble depuis 2014 avoir été active en Europe dans le secteur industriel, dans les infrastructures et l'énergie, y compris les énergies renouvelables et l'efficacité énergétique,, ainsi que dans le transport.